# Бицюта Галина Михайлівна
Галина Михайлівна Бицюта (нар. 1938, тепер Миколаївська область) — українська радянська діячка, новатор сільськогосподарського виробництва, ланкова колгоспу «Сталінський шлях» («Радянське село») Новобузького району Миколаївської області. Депутат Верховної Ради УРСР 5-го скликання.

## Біографія
Народилася в селянській родині. Закінчила середню школу. Член ВЛКСМ.
З 1956 року — колгоспниця, з 1957 року — ланкова колгоспу «Сталінський шлях» («Радянське село») (центральна садиба у селі Баратівці) Новобузького району Миколаївської області. Вирощувала високі врожаї кукурудзи та соняшника, цукрового буряка та конопель.